# Regine Velasquez
Regina Encarnacion Ansong Velasquez, född 22 april 1970 i Tondo, Manila, Filippinerna, är en filippinsk sångerska, skådespelerska och musikproducent som blev känd efter att hon vann tävlingarna Ang Bagong Kampeon 1984 och Asia Pacific Singing Contest 1989.  

## Diskografi
- Regine (1987)
- Nineteen '90 (1990)
- Tagala Talaga (1991)
- Reason Enough (1993)
- Listen Without Prejudice (1994)
- My Love Emotion (1995)
- Retro (1996)
- Love Was Born On Christmas Day (1996)
- Drawn (1998)
- R2K (1999)
- Reigne (2001)
- Covers, Vol. 1 (2004)
- Covers, Vol. 2 (2006)
- Low Key (2008)
- Fantasy (2010)
- Hulog Ka Ng Langit (2013)
- R3.0 (2017)

## Filmografi
- Wanted Perfect Mother (1996)
- Do Re Mi (1996)
- Dahil May Isang Ikaw (1998)
- Kailangan Ko'y Ikaw (2000)
- Pangako Ikaw Lang (2001)
- Ikaw Lamang Hanggang Ngayon (2002)
- Pangarap Ko Ang Ibigin Ka (2003)
- Till I Met You (2006)
- Paano Kita Iibigin (2007)
- Of All The Things (2012)
- Mrs. Recto (2015)
- Yours Truly, Shirley (2019)

## Konserter
- Narito Ako! (1990)
- In Season (1991)
- Music and Me (1993)
- Isang Pasasalamat (1996)
- Retro (1997)
- Drawn (1998)
- R2K The Concert (2000)
- Songbird Sings the Classics (2001)
- R-15 (2001)
- One Night with Regine (2002)
- Reigning Still (2004)
- Twenty (2006)
- Silver (2013)
- R3.0 (2017)